# Theil-Index
Der Theil-Index gehört zu der Klasse der Ungleichverteilungsmaße und wurde von dem Ökonometriker Henri Theil entwickelt. Er dient der statistischen Beschreibung von Einkommens- und Vermögensverteilungen.
Der Theil-Index kann zur Beschreibung der Ungleichheit innerhalb und zwischen Gruppen zerlegt werden. Diese Zerlegbarkeit ist ein wichtiger Unterschied zu dem Gini-Koeffizient, einem populäreren Ungleichheitsmaß.

## Definition
Für {\displaystyle n} Personen mit Einkommen {\displaystyle y_{1},\dots ,y_{n}} ist das Durchschnittseinkommen {\displaystyle \mu ={\frac {1}{n}}\sum _{i=1}^{n}y_{i}}
und es werden Theil-Indizes {\displaystyle T_{L},T_{T},T_{S}} unter der Konvention {\displaystyle 0\cdot \ln {0}=0} wie folgt definiert:
{\displaystyle T_{T}=T_{\alpha =1}={\frac {1}{n}}\sum _{i=1}^{n}\left({\frac {y_{i}}{\mu }}\cdot \ln {\frac {y_{i}}{\mu }}\right)}
{\displaystyle T_{L}=T_{\alpha =0}=MLD={\frac {1}{n}}\sum _{i=1}^{n}\left(\ln {\frac {\mu }{y_{i}}}\right)}
{\displaystyle T_{S}={\frac {1}{n}}\sum _{i=1}^{n}\left[{\frac {1}{2}}\left({\frac {y_{i}}{\mu }}-1\right)\ln(y_{i})\right]}
MLD steht hierbei für mean log deviation.
Es gelten dabei die Beziehungen
{\displaystyle T_{L}(y)=T_{T}\left({\frac {1}{y}}\right)}
{\displaystyle T_{S}={\frac {T_{T}+T_{L}}{2}}}
{\displaystyle 0\leq T_{L}}
{\displaystyle T_{L}=0\quad \Leftrightarrow \quad T_{T}=0\quad \Leftrightarrow \quad T_{S}=0\quad \Leftrightarrow \quad y_{i}=\mu \quad {\text{für alle }}i}
{\displaystyle T_{T}=\ln(n)\quad \Leftrightarrow \quad y_{i}=n\mu \quad {\text{für ein }}i}
{\displaystyle T_{S}(y)=T_{S}\left({\frac {1}{y}}\right)}

## Beziehungen/Ableitungen
Claude Shannon entwickelte sein Entropie-Maß aus der Wahrscheinlichkeit des Auftretens eines Ereignisses.
Theil leitete seinen Index daraus ab. Der Theil-Index kann als die Wahrscheinlichkeit verstanden werden, mit der ein von einer Bevölkerung entnommener Euro von einem bestimmten Individuum stammt. Das ist das Gleiche wie der erste Ausdruck: Der Anteil eines Individuums am Gesamteinkommen.
Ist {\displaystyle S} das Shannons-Maß, so gilt
{\displaystyle T=\ln(N)-S}.
{\displaystyle e^{T}} ist ein Gleichverteilungsmaß, mit dazugehörigem Ungleichverteilungsmaß {\displaystyle \left(1-e^{T}\right)}.

## Zerlegbarkeit
Der Theil-Index aggregiert die gewichtete Summe der Ungleichheiten von Untergruppen. So kann damit zum Beispiel die Ungleichverteilung in Deutschland aus den Ungleichverteilungen in den Ländern berechnet werden.
Wenn die Bevölkerung in {\displaystyle m} Untergruppen aufgeteilt werden kann und {\displaystyle s_{k}} der Einkommensanteil einer Untergruppe {\displaystyle k} am Gesamteinkommen ist, dann beschreibt {\displaystyle T_{k}} die Ungleichverteilung in der Untergruppe und {\displaystyle {\overline {x}}_{k}} ist das durchschnittliche Einkommen der Untergruppe {\displaystyle k}. Der Theil-Index {\displaystyle T_{k}} ist dann
{\displaystyle T=\sum _{k=1}^{m}s_{k}T_{k}+\sum _{k=1}^{m}s_{k}\ln {\frac {{\overline {x}}_{k}}{\overline {x}}}}.
So beschrieben, ist der Theil-Index {\displaystyle T_{k}} dann der „Beitrag“ der Untergruppe zur Ungleichverteilung in der gesamten Gruppe.